# Youngolidia hasta
Youngolidia hasta är en insektsart som beskrevs av Nielson 1983. Youngolidia hasta ingår i släktet Youngolidia och familjen dvärgstritar. Inga underarter finns listade i Catalogue of Life.